# А. Ч. Тирулокчандар
А. Ченгалварая Мудалиар Тирулокачандер (англ. A. Chengalvaraya Mudaliar Thirulokachander, там. ஏ. செங்கல்வராய முதலியார் திருலோகச்சந்தர்; 11 июня 1930, Аркот — 15 июня 2016, Ченнаи) — индийский кинорежиссёр
 и сценарист, снимавший фильмы преимущественно на тамильском языке, а также телугу и хинди.
Его фильм Deiva Magan представлял Индию на 42-й церемонии вручения премии «Оскар». Две других его работы были отмечены Национальной кинопремией за лучший фильм на тамильском языке.

## Биография
Родился в богатой семье в Аркоте и учился в Мадрасе.
Уже в юные годы начал писать короткие рассказы на тамильском языке и опубликовал их в нескольких престижных журналах, таких как Kumudham.
Получив степень магистра политических наук и экономики в колледже Пачайяпас в 19 лет, он был вынужден ждать достижения 21 года, чтобы сдать экзамен в Индийскую административную службу.
В это время его приятель представил его своему отцу, продюсеру и режиссёру Р. Падманабану, и тот взял Тирулокчандара в качестве помощника режиссёра в свой фильм Kumari (1952). После входа фильма, Тирулокчандар оставил свои предыдущие планы и включился в работу над следующей кинолентой Падманабана, Ellam Inba Mayam, присоединившись к Jupiter Pictures.
Затем он работал на Citadel Studios, написав сценарий к хиту Vijayapuri Veeran (1960), адаптации «Трёх мушкетёров».
После этого актёр С. А. Ашокан отрекомендовал его продюсеру АВМ Сараванану, владельцу студии AVM Productions. Тому понравились сценарии Тирулокчандара, и он дал согласие на съёмку фильма по одному из них под режиссурой автора. Veerathirumagan вышел в 1962 году и стал хитом проката.
Это был первый тамильский фильм снятый с применением зум-объектива.
Затем Тирулокчандар снял Naanum Oru Penn, который принёс ему серебряную медаль президента за лучший фильм года на тамильском языке.
Вторую такую же премию он получил спустя три года за фильм Ramu.
Среди других его известных фильмов — Anbey Vaa (1966), Athey Kangal (1967), Deiva Magan (1969), Enga Mama (1970), Baratha Vilas (1973).
Anbey Vaa, основанный на американском фильме «Когда приходит сентябрь», был его единственным фильмом со звездой того времени М. Г. Рамачандраном в главной роли.
Athey Kangal стал первым успешным цветным тамильским фильмом в жанре триллер, и в том же году режиссёр переснял его на телугу.
Deiva Magan представлял Индию на премии «Оскар» в 1969 году, а также был переснят другим режиссёром на хинди (1976).
За свою карьеру Тирулокчандар снял более 65 фильмов и написал сценарии ещё к 20. Его последней работой стал Anbulla Appa (1987) с Шиваджи Ганешаном в главной роли.
В дальнейшем он возглавлял Madras Film Institute в течение четырёх сроков и несколько раз был в составе в жюри Tamil Nadu State Awards
Режиссёр скончался 15 июня 2016 года в частном госпитале Ченнаи. У него остались сын Радж и дочь Малликешвари, другой его сын Прем умер незадолго до этого от рака.